# Lesley Duncan
Pour les articles homonymes, voir Duncan.
Lesley Cox, née Lesley Duncan le 12 août 1943 à Stockton-on-Tees en Angleterre et morte le 12 mars 2010 sur l'île de Mull est une auteure-compositrice-interprète et choriste britannique, surtout connue pour son travail dans les années 1960 et 1970. Son titre Love Song a été repris par David Bowie, Elton John et plus de 150 autres artistes. Malgré cinq albums et une vingtaine de singles, son trac sur scène et sa réticence au vedettariat l'ont tenue éloignée du grand succès commercial.

## Biographie

### Débuts
Leslie Anne Duncan naît à Stockton-on-Tees le 12 août 1943. Elle quitte l'école à l’âge de 14 ans et est repérée par un éditeur de musique à 19 ans, alors qu'elle travaille dans un café-bar londonien. Moins d'un an plus tard, elle signe son premier contrat d'enregistrement avec EMI et apparaît dans le film What a Crazy World (en).
À la fin des années 1960, elle s'intéresse à l'ésotérisme, à la méditation et aux tendances psychédéliques du moment. En 1966, elle fait la connaissance de David Bowie, son cadet de quatre ans. Elle en devient une petite amie occasionnelle entre 1968 et 1969, lui faisant partager son goût pour la musique de Jacques Brel et le phénomène des OVNI.
Elle épouse en 1970 le producteur de son premier album, Jimmy Horowitz, avec qui elle a deux enfants, Sam et Joe, avant de divorcer.

### Love Song
Considérée comme l'une des premières auteures-compositrices-interprètes britanniques, elle se fait notamment connaître par ses chansons Everything Changes, Sing Children Sing et surtout Love Song.
Elton John contribue notablement à la célébrité de ce titre, enregistrant en duo avec elle une version très similaire à la sienne pour son album Tumbleweed Connection. C’est aussi ensemble qu’ils l’interprètent sur scène au Royal Festival Hall le 18 mai 1974 — une version présente dans l'album Here and There d’Elton John. Celui-ci décrit Love Song comme « l'une des très rares » chansons qu'il n'a pas co-écrites mais qu'il a incluses sur un album. Le morceau a également été repris par plus de 150 autres artistes, dont le premier est David Bowie,, dès avril 1969.
Malgré cette réussite et les éloges de la critique, les quelques albums solo de Lesley Duncan n’obtiennent pas de succès commercial.

### Choriste
En parallèle, Lesley Duncan est une choriste reconnue à partir du milieu des années 1960 : elle travaille ainsi auprès de Dusty Springfield de 1964 à 1972 (laquelle, en retour, intègre les chœurs pour plusieurs de ses enregistrements), avec Donovan en 1969 pour son titre à succès Barabajagal (en), et sur l'album Madman Across the Water d'Elton John en 1971. Elle co-écrit trois chansons avec Scott Walker et les chante en studio avec The Walker Brothers. Elle prend également part à l'enregistrement en studio de Jesus Christ Superstar.
Elle est une des choristes de The Dark Side of the Moon (1973) de Pink Floyd et chante If I Could Change Your Mind sur l'album Eve de The Alan Parsons Project.

### Vie ultérieure
En 1978, Lesley épouse le producteur de disques Tony Cox (en). Le couple emménage en 1997 sur l'île de Mull en Écosse, où la plupart des habitants ignorent tout de sa carrière musicale. Elle y meurt le 12 mars 2010 d'une maladie neurovasculaire qui fait suite à une longue maladie.

## Discographie

### Singles
- I Want a Steady Guy (sous le nom de 'Lesley Duncan and the Jokers') b/w Moving Away (1963) – Parlophone R5034
- You Kissed Me Boy b/w Tell Me (1963) – Parlophone R5106
- When My Baby Cries b/w Did It Hurt (1963) – Mercury MF830
- Just for the Boy b/w See That Guy (1965) – Mercury MF847
- Run to Love b/w Only the Lonely and Me (1965) – Mercury MF876
- Hey Boy b/w I Go to Sleep (1966) – Mercury MF939
- Lullaby b/w I Love You, I Love You (1968) – RCA 1746
- A Road to Nowhere b/w Love Song (1969) – RCA 1783
- Sing Children Sing b/w Exactly Who You Are (1969) – CBS 4585
- Love Song b/w Exactly Who You Are (1970) – Columbia 4-45354
- Sing Children Sing b/w Emma (1971) – CBS S 7493
- Earth Mother b/w Love Will Never Lose You (1972) – CBS S 8362
- Watch the Tears b/w Sam (1974) – GM GMS 016
- Everything Changes b/w Love Melts Away (1974) – GM GMS 022
- I Can See Where I'm Going b/w Heaven Knows (1975) – GM GMS 036
- Could've Been a Winner b/w Moonbathing (1975) – GM GMS 9040
- Maybe It's Lost b/w Another Rainy Day (1977) – GM GMS 9046
- The Sky's on Fire b/w Don't Worry 'Bout It (1977) – GM GMS 9048
- The Magic's Fine b/w Paper Highways (1978) – GM GMS 9049
- Sing Children Sing b/w Rainbow Games (1979) – CBS S8061 (Charity 45)
- Masters of War b/w Another Light Goes Out (1982) – Korova KOW 22
- Tomorrow b/w Paper Highway (1986) – R4 FOR 4

### Albums
- Sing Children Sing (1971)
- Earth Mother (1972)
- Everything Changes (1974)
- Moon Bathing (1975)
- Maybe It's Lost (1977)

### Compilations
- Sing Lesley Sing: The RCA and CBS Recordings 1968-1972 (2017)
- Love Song: Previously Unreleased 1977-86 (2018)
- Lesley Step Lightly: The GM Recordings Plus 1974-1982 (2019)